# Odysseas Elytis
Odysseas Elytis (tiếng Hy Lạp: Οδυσσέας Ελύτης, tên thật: Odysseus Alepoudhiéis; 2 tháng 11 năm 1911 – 18 tháng 3 năm 1996) là nhà thơ Hy Lạp đoạt giải Nobel Văn học năm 1979.

## Tiểu sử
Odysseas Elytis sinh ở Heraklion (Candia) trên đảo Crete trong một gia đình người Hy Lạp cổ từ đảo Lesbos chuyển đến. Năm Elytis lên sáu tuổi, cả gia đình chuyển về thủ đô Athena. Tại đây Elytis học tiểu học và trung học, rồi từ năm 1930-1935 học luật tại Đại học Athena nhưng bỏ giữa chừng. Elytis yêu thích thơ ca, hâm mộ nhà thơ Pháp Paul Eluard và chủ nghĩa siêu thực. Khi bắt đầu làm thơ ông bỏ họ của mình đã nổi tiếng trong giới kinh doanh để lấy bút danh là Elytis - gốc từ Hellas (Ελλάς, nước Hy Lạp), Elpida (Ελπδα, hi vọng), Eiefteria (Ελευθερια, tự do), Eleni (Ἑλένη hay Helen, nữ thần sắc đẹp). Năm 1935, ông đăng các bài thơ đầu tiên trên tờ Νέα Γράμματα (Tổng quan văn học mới) và tham gia một cuộc triển lãm siêu thực tổ chức tại Athena. Năm 1936 và 1937, tạp chí Ngày Macedonia in thành sách tập thơ Προσανατολισμοί (Định hướng). Năm 1939, tập Klepsidhres tou ahnóstou (Đồng hồ cát của người vô danh) và vào năm 1943, Ηλιος ο πρώτος, παραλλαγές πάνω σε μιαν αχτίδα (Ánh nắng mặt trời đầu tiên) lần lượt được xuất bản. Năm 1940 Hy Lạp bị Ý xâm chiếm, Elytis phục vụ trong quân đội với cấp bậc hạ sĩ. Trong thời gian này ông viết tác phẩm mang lại cho ông danh hiệu là một trong các nhà thơ nổi tiếng nhất của cuộc kháng chiến ở Hy Lạp và đấu tranh vì tự do: Άσμα ηρωικό και πένθιμο για τον χαμένο ανθυπολοχαγό της Αλβανίας (Bản anh hùng ca bi tráng tặng người trung úy hi sinh trong chiến dịch Albania, 1945).
Sau chiến tranh, Odysseas Elytis đảm đương nhiều nhiệm vụ xã hội (ông là người phụ trách nhiều chương trình trên đài phát thanh) và ngoài việc viết phê bình văn chương và nghệ thuật, trong 10 năm tiếp đó ông sáng tác rất ít. Thời gian 1948-1952, ông sống ở Pháp và đi du lịch nhiều nơi, quen biết với nhiều nhà văn, nghệ sĩ nổi tiếng thế giới. Tập thơ Το Άξιον Εστί (Điều xứng đáng, bắt đầu viết năm 1948, nhưng đến 1959 mới hoàn thành và xuất bản) được nhìn nhận như tác phẩm lớn nhất của Elytis, được dịch ra nhiều thứ tiếng và năm 1960 đã đoạt giải thưởng quốc gia về thơ ca. Các năm 1961, 1962, Elytis có chuyến đi dài ngày đến Mỹ và Liên Xô; sau năm 1967 ông sống hai năm lưu đày tự nguyện tại Pháp để phản đối cuộc đảo chính quân sự ở Hy Lạp. Năm 1978 ra đời trường ca Μαρία Νεφέλη (Maria Neféli) được ông viết trong thời gian khá dài. Sau khi ông gặp một phụ nữ trẻ, sáng tác của ông đã chuyển hướng sang phản ánh trực tiếp và trung thực lối sống và quan điểm của thế hệ mình. Năm sau Elytis nhận giải Nobel; trong bài phát biểu tại lễ trao giải, ông coi đây không chỉ là vinh dự của riêng mình, mà "cho cả đất nước Hy Lạp với lịch sử nhiều thế kỷ". Elytis còn là một họa sĩ tài năng; ông được nhà nước Hy Lạp trao tặng Giải thưởng Quốc gia Hy Lạp trong lĩnh vực thơ ca và Huân chương Phượng Hoàng. Nhà thơ sống độc thân đến tuổi 85, mất năm 1996 ở Athena.

## Tác phẩm
- Προσανατολισμοί (Định hướng, 1936-1937), thơ
- Klepsidhres tou ahnóstou (Đồng hồ cát của người vô danh, 1939), thơ
- Ηλιος ο πρώτος, παραλλαγές πάνω σε μιαν αχτίδα (Ánh nắng mặt trời đầu tiên, 1943), thơ
- Άσμα ηρωικό και πένθιμο για τον χαμένο ανθυπολοχαγό της Αλβανίας (Bản anh hùng ca bi tráng tặng người trung úy hi sinh trong chiến dịch Albania, 1945), thơ
- Το Άξιον Εστί (Điều xứng đáng, 1959), thơ
- Έξη και μια τύψεις για τον ουρανό (Sáu và một lời ăn năn cho thiên cung, 1960), thơ
- Ο ήλιος ο ηλιάτορας (Vua Mặt Trời, 1971), thơ
- Το φωτόδεντρο και η δέκατη τέταρτη ομορφιά (Cây ánh sáng và vẻ đẹp thứ mười bốn, 1971), thơ
- Το Μονόγραμμα (Chữ lồng, 1971), thơ
- Τα Ρω του Έρωτα (Thần Tình yêu, 1972), thơ
- Villa Natacha (1973), thơ
- Μαρία Νεφέλη (Maria Nefeli, 1979), trường ca
- O. Elytis: Selected poems (O. Elytis: Tuyển tập thơ, 1981), thơ
- Ημερολόγιο ενός αθέατου Απριλίου (1984), thơ
- Ο Μικρός Ναυτίλος (1988), thơ
- Τα Ελεγεία της Οξώπετρας (1991), thơ
- Δυτικά της λύπης (1995), thơ

## Một số bài thơ
| Το μονόγραμμα VII (Στόν Παράδεισο) Στόν Παράδεισο έχω σημαδέψει ένα νησί Απαράλλαχτο εσύ κι ένα σπίτι στή θάλασσα Μέ κρεβάτι μεγάλο καί πόρτα μικρή Έχω ρίξει μές στ'άπατα μιάν ηχώ Νά κοιτάζομαι κάθε πρωί που ξυπνώ Νά σέ βλέπω μισή να περνάς στό νερό και μισή να σε κλαίω μές στόν Παράδεισο. Της αγάπης αίματα Της αγάπης αίματα με πορφύρωσαν και χαρές ανείδωτες με σκιάσανε οξειδώθηκα μες στη νοτιά των ανθρώπων μακρινή μητέρα ρόδο μου αμάραντο Στ' ανοιχτά του πελάγου με καρτέρεσαν Με μπομπάρδες τρικάταρτες και μου ρίξανε αμαρτία μου να 'χα κι εγώ μιαν αγάπη μακρινή μητέρα ρόδο μου αμάραντο Τον Ιούλιο κάποτε μισανοίξανε τα μεγάλα μάτια της μες στα σπλάχνα μου την παρθένα ζωή μια στιγμή να φωτίσουν μακρινή μητέρα ρόδο μου αμάραντο Ανοίγω το στόμα μου Ανοίγω το στόμα μου κι αναγαλλιάζει το πέλαγος και παίρνει τα λόγια μου στις σκοτεινές του τις σπηλιές και στις φώκιες τις μικρές τα ψιθυρίζει τις νύχτες που κλαιν των ανθρώπων τα βάσανα. Χαράζω τις φλέβες μου και κοκκινίζουν τα όνειρα και τσέρκουλα γίνονται στις γειτονιές των παιδιών και σεντόνια στις κοπέλες που αγρυπνούνε κρυφά για ν' ακούν των ερώτων τα θαύματα. Του μικρού βοριά Του μικρού βοριά παράγγειλα, να `ναι καλό παιδάκι Μη μου χτυπάει πορτόφυλλα και το παραθυράκι Γιατί στο σπίτι π' αγρυπνώ, η αγάπη μου πεθαίνει και μες στα μάτια την κοιτώ, που μόλις ανασαίνει Γεια σας περβόλια, γεια σας ρεματιές Γεια σας φιλιά και γεια σας αγκαλιές Γεια σας οι κάβοι κι οι ξανθοί γιαλοί Γεια σας οι όρκοι οι παντοτινοί Με πνίγει το παράπονο, γιατί στον κόσμο αυτόνα τα καλοκαίρια τα `χασα κι έπεσα στον χειμώνα Σαν το καράβι π' άνοιξε τ' άρμενα κι αλαργεύει βλέπω να χάνονται οι στεριές κι ο κόσμος λιγοστεύει Μαρίνα Δώσε μου δυόσμο να μυρίσω, Λουίζα και βασιλικό Μαζί μ'αυτά να σε φιλήσω, και τι να πρωτοθυμηθώ Τη βρύση με τα περιστέρια, των αρχαγγέλων το σπαθί Το περιβόλι με τ' αστέρια, και το πηγάδι το βαθύ Τις νύχτες που σε σεργιανούσα, στην άλλη άκρη τ' ουρανού Και ν' ανεβαίνεις σε θωρούσα, σαν αδελφή του αυγερινού Μαρίνα πράσινο μου αστέρι Μαρίνα φως του αυγερινού Μαρίνα μου άγριο περιστέρι Και κρίνο του καλοκαιριού | Chữ lồng VII (Ở thiên đường) Anh để ý một hòn đảo ở chốn thiên đường Giống hệt em, và một ngôi nhà bên biển Với cánh cửa nhỏ và chiếc giường thật lớn Để anh gieo mình vào những vực của âm thanh Và để anh ngắm nhìn khi thức giấc mỗi sáng Để thấy một nửa của em dưới nước, khi em bước xuống Và để khóc cho nửa kia của em ở chốn thiên đường. Máu của tình yêu Máu của tình yêu nhuộm đỏ người tôi Những niềm vui ném vào tôi bóng nhỏ Cơn gió nam làm tôi oxy hóa Mẹ xa, hoa hồng bất tử của tôi. Trong cửa biển người ta đã đợi tôi Từ ba cột buồm vào tôi họ bắn Tội lỗi là chỉ tại lòng yêu mến Mẹ xa, hoa hồng bất tử của tôi. Đôi mắt to trong tháng bảy một thời Đã mở ít nhiều bên trong tôi đó Để thắp sáng cho cuộc đời trinh nữ Mẹ xa, hoa hồng bất tử của tôi. Tôi mở miệng của mình Tôi mở miệng và biển cả vui mừng Mang lời tôi đi vào trong hang kín Rồi thì thầm với những con chó biển Hằng đêm khóc cho đau khổ người trần. Tôi cắt tĩnh mạch, giấc mơ ửng hồng Trở thành vòng để vui cùng con trẻ Hoặc thành khăn của các cô gái để Bí mật lắng nghe phép lạ của tình. Gửi cơn gió nhỏ phương bắc Tôi bảo cơn gió bắc làm một chàng trai tốt Đừng đập vào cửa nhà và cửa sổ của tôi Bởi nơi tôi khó ngủ, tình yêu đang chết đây Tôi nhìn vào đôi mắt, tình đã rất khó thở. Chào những khu vườn, chào hàng bậu cửa Chào những nụ hôn, chào những cái ôm Chào những mũi đất, những bãi cát vàng Và xin chào những lời nguyền muôn thuở. Nỗi đau trong đời làm tôi khó ở Mất mùa hè, tôi còn lại mùa đông Con thuyền của tôi giờ đã giong buồm Và tôi thấy thế gian không còn nữa. Marina Cho anh ngửi mùi bạc hà Mùi cỏ roi ngựa và húng quế Và hãy để anh hôn em nhé Đầu tiên anh sẽ nhớ điều gì? Đài phun nước với chim bồ câu Kiếm của thiên thần tổng lãnh Khu vườn với những ngôi sao sáng Và một cái giếng sâu. Và để rồi đêm đêm anh sẽ dẫn Em dạo chơi bên kia của trời xanh Khi đã bước lên, anh sẽ nhìn em Như em gái của ngôi sao buổi sáng. Marina, em là ngôi sao màu xanh Marina, em là ánh sáng của sao buổi sáng Marina, em là bồ câu hoang dã của anh Là bông huệ của mùa hè nóng bỏng. Bản dịch của Nguyễn Viết Thắng |